# Маликов Кубаничбек Іманалійович
Маликов Кубаничбек Іманалійович (3 [16] вересня 1911 Уч-Емчек, Туркестанський край — 9 грудня 1978) — киргизький радянський поет і драматург, перекладач. Заслужений діяч мистецтв Киргизької РСР, народний поет Киргизької РСР. Лауреат Державної премії Киргизької РСР ім. Токтогула (1978).
Народився в бідній селянській родині. У 1931 році закінчив педагогічний технікум. Член ВКП (б) з 1940. У 1946—1949 роках працював в журналі «Советтик Кыргызстан».
Перші твори Маликова були опубліковані в 1928 році. Окремим виданням його вірші вперше вийшли в 1933 році (збірник «Кубанычбектин ырлары» (Вірші Кубаничбека)). У 1949—1952 роках з-під його пера вийшли поеми «Дружба і любов» і «Кадир-аке». У 1954—1966 вийшли поетичні збірки Маликова «Вибрані твори», «Вогні в горах», «Молодість», «Орто-Токой», «Думи про майбутнє», «Голос зі скелі» та ін.
Маликов вніс великий вклад в розвиток киргизького театру. З 1930-х років він писав п'єси, серед яких виділяються «Бийик жерде» (На високій землі), «Жүрөк толкуйт» (Серце б'ється), «Дівчата з однієї вулиці», «Осмонкул». Йому також належить лібрето опер «Айчурек», «Манас» і «Токтогул».
Перевів киргизькою мовою ряд творів О. С. Пушкіна, М. Ю. Лермонтова, М. О. Некрасова, Т. Г. Шевченко, В. В. Маяковського.